# Marianne Engbergová
Marianne Engbergová (nepřechýleně Marianne Engberg; * 1937) je dánská umělecká fotografka. Od 60. let 20. století experimentuje s dírkovou fotografií. Žije a pracuje v Brooklynu v New Yorku.

## Životopis
Marianne Engbergová se v 50. letech vyučila jako portrétní fotografka v Ely Foto v Hillerødu. V 60. letech pracovala jako módní fotografka a cestovatelská reportážní fotografka v Londýně, New Yorku a Jižní Americe. Zároveň začala experimentovat s fotografií dírkovým fotoaparátem. V roce 1984 poprvé vystavovala jako umělecká fotografka v Bertha Urdang Gallery v New Yorku. Měla několik samostatných výstav, stejně jako se účastnila skupinových výstav, a to jak v Dánsku, tak i v zahraničí. V roce 2014 byla její díla vystavena na velké retrospektivní výstavě v budově muzea - Banja Rathnov, Kodaň. Je zastoupena v několika uznávaných uměleckých sbírkách, včetně Louisiana Museum of Modern Art, Brooklyn Museum, New York Public Library, Israel Museum v Jeruzalémě a Fogg Museum v Bostonu. Je také součástí soukromé sbírky královny Margrethe.
Marianne Engbergová vyvinula metodu, kterou nazvala fotosyntetismus. Snímky pořízené touto metodou jsou tzv. fotogramy, tzn. snímky vyrobené bez fotoaparátu, kde jsou předměty a materiály umístěny a exponovány přímo na fotografický papír. Zvláštností fotosyntetismu je, že fotopapír zůstává delší dobu ve vývojce a k vytvoření obrazu se využívá chemická reakce.
Život Marianny Engbergové je zobrazen v knize Et liv med lys - En bog om fotografen Marianne Engbergs liv med fotografiet (Život se světlem - Kniha o životě fotografky Marianne Engbergové s fotografií, Tiderne Skifter, 2011) od dánské autorky Pia Juul.